# Partenavia P.68
Partenavia P.68 — лёгкий транспортный самолёт.
Разработан итальянской компанией Partenavia Costruzioni Aeronautiche S.p.A. Создан для обеспечения регулярных, чартерных и гражданских перевозок. Опытный образец самолёта Р.68 совершил первый полёт 25 мая 1970 года. Имел несколько модификаций. Конструктивно представляет собой высокоплан, оснащённый двумя поршневыми двигателями.

## ТТХ
- Скорость:
- Максимальная на высоте до 3 км — 320 км/ч
- Крейсерская — 300 км/ч
- Практический потолок — 5 850 м
- Дальность перегоночная — 2 100 км
- Масса, кг:
- Максимальная взлётная — 1 990
- Пустого самолёта — 1 230
- Длина разбега (при нормальной взлётной массе) — 230 м
- Длина пробега (при нормальной посадочной массе) — 210 м
- Габариты самолёта, м:
- Размах крыла — 12,0
- Длина — 9,55
- Высота — 3,4
- Двигатель: 2 ПД Avco Lycoming IO-360-A1В6 по 200 л.с.